# Huawei Ascend P7

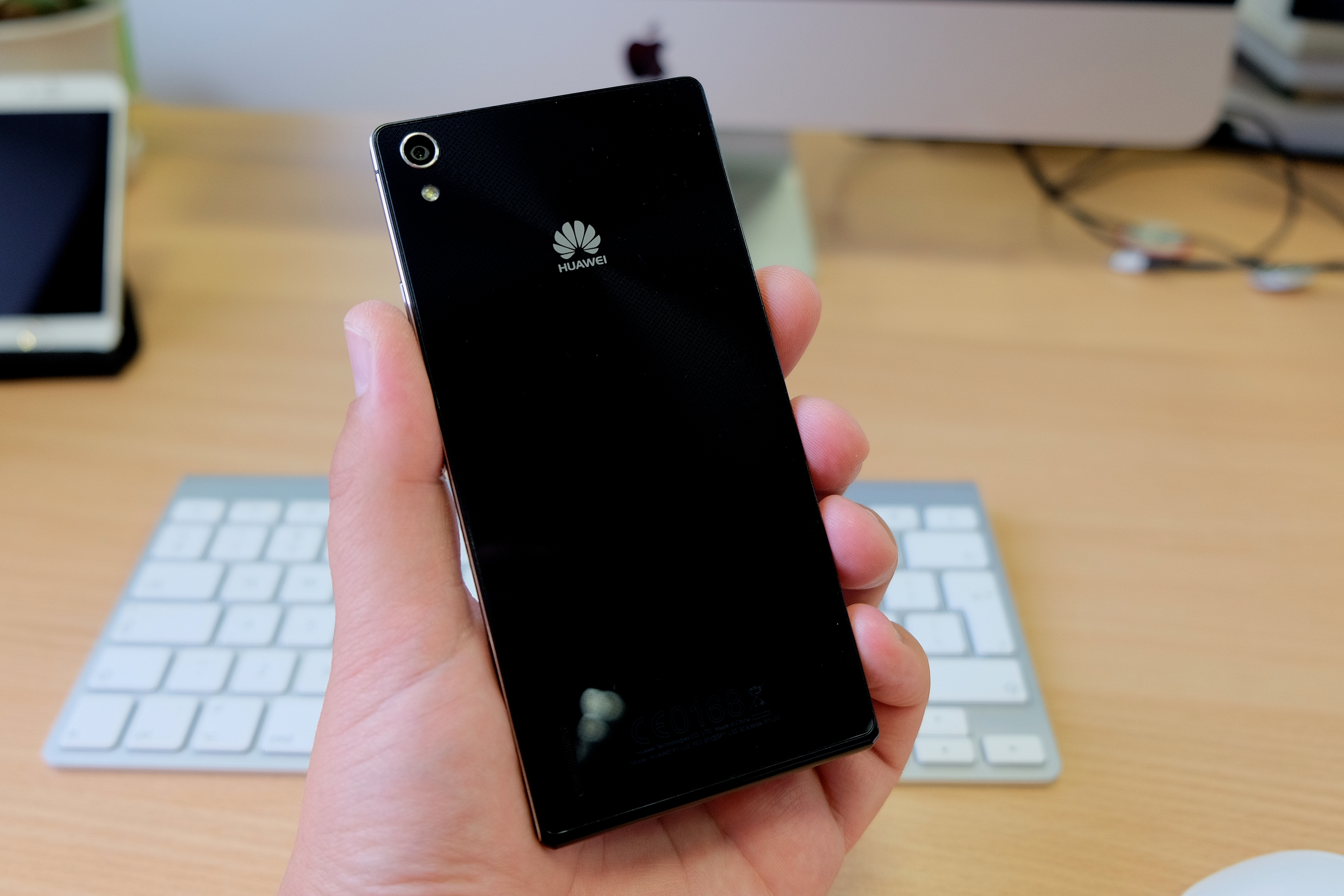
Retro del Huawei Ascend P7

Huawei Ascend P7 è uno smartphone progettato e commercializzato da Huawei presentato il 7 maggio 2014 e immesso sul mercato il 12 giugno dello stesso anno come cellulare della serie P. Ha ricevuto recensioni che hanno notato la struttura sottile in vetro, la buona qualità della fotocamera frontale e il processore lento.

## Specifiche tecniche
Huawei Ascend P7 Ha un display IPS da 5 pollici con risoluzione 1080p. Posside una CPU Cortex-A9 da 1,8 GHz Quad-core HiSilicon Kirin 910T con GPU Mali-450. Ha 2 GB di memoria RAM e 16 GB di memoria ROM, espandibili con una scheda SD fino a 64 GB. È dotato di una fotocamera posteriore da 13 Mp con autofocus e flash LED che supporta la registrazione video a 1080p e una fotocamera frontale da 8 Mp. Supporta il Wi-Fi dual-band 802.11 a/b/g/n, Wi-Fi Direct e le funzioni DLNA e Hotspot. Ha il Bluetooth 4.0 con A2DP e modalità a risparmio energetico, GPS con A-GPS e GLONASS, Ha la radio FM . Utilizza una batteria Li-Po da 2500 mAh non rimovibile che supporta fino a 422 ore di tempo di standby 3G, 22 ore di conversazione in 2G e 14 ore di conversazione in 3G.

## Recensioni
Huawei Ascend P7 ha ricevuto recensioni positive. Il sito web CNET ha elogiato il corpo sottile da 6,5 mm con struttura in vetro, fotocamera frontale ad alta risoluzione e display Full HD luminoso, ma ha criticato il suo processore lento. Il sito web TechRadar ha apprezzato il design del launcher privo di Drawer delle app, la qualità dell'immagine della fotocamera frontale e il peso ridotto, ma non ha gradito la durata della batteria e l'interfaccia utente.